# Lake Yarrunga
Lake Yarrunga är en sjö i Australien. Den ligger i delstaten New South Wales, i den sydöstra delen av landet, omkring 130 kilometer sydväst om delstatshuvudstaden Sydney. 
I omgivningarna runt Lake Yarrunga växer i huvudsak städsegrön lövskog. Runt Lake Yarrunga är det glesbefolkat, med 18 invånare per kvadratkilometer. Genomsnittlig årsnederbörd är 1 238 millimeter. Den regnigaste månaden är februari, med i genomsnitt 210 mm nederbörd, och den torraste är juli, med 35 mm nederbörd.